# Понтонно-мостовой парк

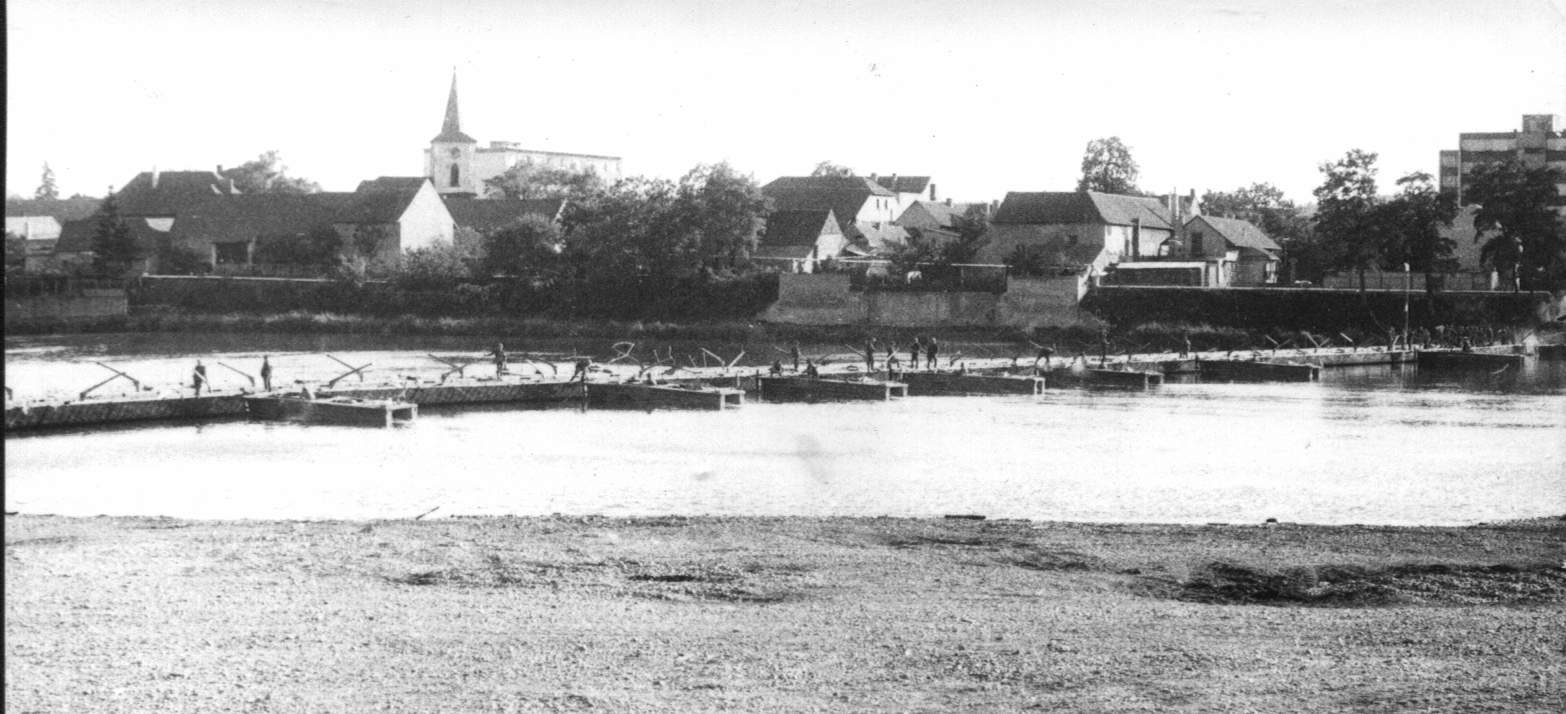
Мост из комплекта понтонно-мостового парка ПМП, наведённый 1257 опомб, в районе Горни-Почапли — Почеплице на реке Лаба (Эльба), ЦГВ.

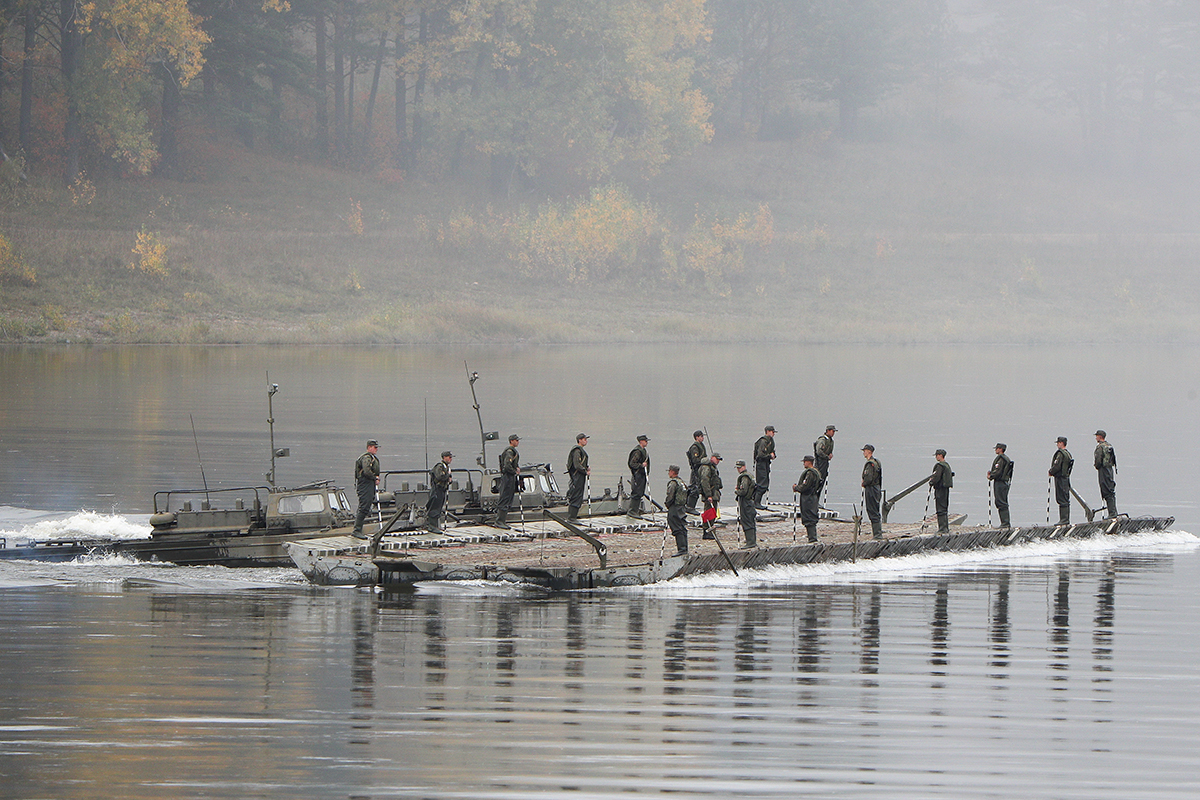
Паром из комплекта понтонно-мостового парка..

Понтонно-мостовой парк (ПМП) — комплект наплавного моста, состоящий на вооружении специальных войск (инженерных, дорожных и так далее) вооружённых сил многих государств мира.
Из материальной части ПМП оборудуются:
- мостовые переправы грузоподъёмностью 20 и 60 тонн;
- паромные переправы грузоподъёмностью 20…170 тонн. Основными перевозными паромами являются: 40-, 60-, и 80-и тонные (из речных звеньев) и 110-, 150-и тонные (из речных и береговых звеньев).

Позднее комплект вооружения был модернизирован, и получил название ПМП-М. В период холодной войны комплект ПМП был захвачен ВС Израиля, во время арабо-израильской войны, передан североамериканцам и они наладили выпуск похожего парка.

## История
В период развития цивилизаций совершенствовалось и военное дело. Для успешного ведения военных действий требовалось обеспечить высокие манёвренные качества войск, для обеспечения преодоления водных преград и других препятствий войсками на путях их движения, манёвра и эвакуации, поэтому инженеры стремились обеспечить их посредством создания различных средств преодоления водных преград (См. также). Так во время Великой Отечественной войны ВС Советского Союза использовал множество штатных войсковых средств преодоления водных преград, в том числе комплектные наплавные мостовые парки на основе понтонов и лодок. Например, понтонные парки на основе надувных лодок (ПА-3, МдПА-3), легкие понтонные парки на основе деревянных лодок-понтонов без моторных средств (ДДП, ДЛП и другие), понтонные парки с моторными буксирами (ДМП-42, НЛП, Н-2П, ТМП, СП-19). Все эти парки основывались на группе разрозненных понтонов, выстроенных в линию, поверх которых клали настил.
Осмысление опыта Великой Отечественной и мировых войн привело к пониманию необходимости облегчения и ускорения возведения переправ. Принципиальный скачок был совершен в СССР, с разработкой ПМП, в котором функцию плавсредства и дорожный настил совместили в единой складной конструкции, раскладываемой автоматически при сбросе на воду и транспортируемой к месту выполнения задач специальными тяжёлыми грузовиками.
В 1954 году был изготовлен экспериментальный образец парка. «ПМП» состоял на вооружении Советской Армии ВС СССР с 1962 года, позже некоторых других государств.

…на Украине, южнее Киева, шли учения, в которых участвовали войска стран Варшавского договора. Присутствовали на них и главы социалистических государств во главе с Никитой Сергеевичем Хрущевым.
Военное командование пригласило высоких гостей посмотреть, как войска будут переправляться через Днепр. Хрущев недовольно поморщился, видимо, вспомнив, как это происходило в минувшую войну, но остался.
Каково же было его удивление, когда лента моста стремительно соединила берега и по наведенной переправе, не сбавляя скорости, пошли танки. Всего 17 минут отняли военные понтонеры у высоких гостей. Опомнившись от увиденного, Хрущев тут же распорядился наградить создателей переправы.
— 
В комплект парка ПМП входят 12 буксирных катеров, 32 речных звена, две выстилки, четыре береговых звена. Для перевозки звеньев используются 36 специально оборудованных автомобилей КрАЗ-255В (первые серии парка перевозились автомобилями КрАЗ-214). Катера типа БМК-90, БМК-90М, БМК-130, БМК-130М, БМК-130МЛ, БМК-150, БМК-150М, БМК-150М1 буксируются к месту выгрузки 12 катерными автомобилями ЗИЛ-131 (ЗИЛ-157). Понтонный парк может комплектоваться катерами БМК-Т.
Продолжительное время ПМП изготавливался на Навашинском судостроительном заводе и ещё на трёх предприятиях в Союзе ССР. По лицензии производство парка ПМП было также освоено в Чехословакии и Югославии (PM M71).

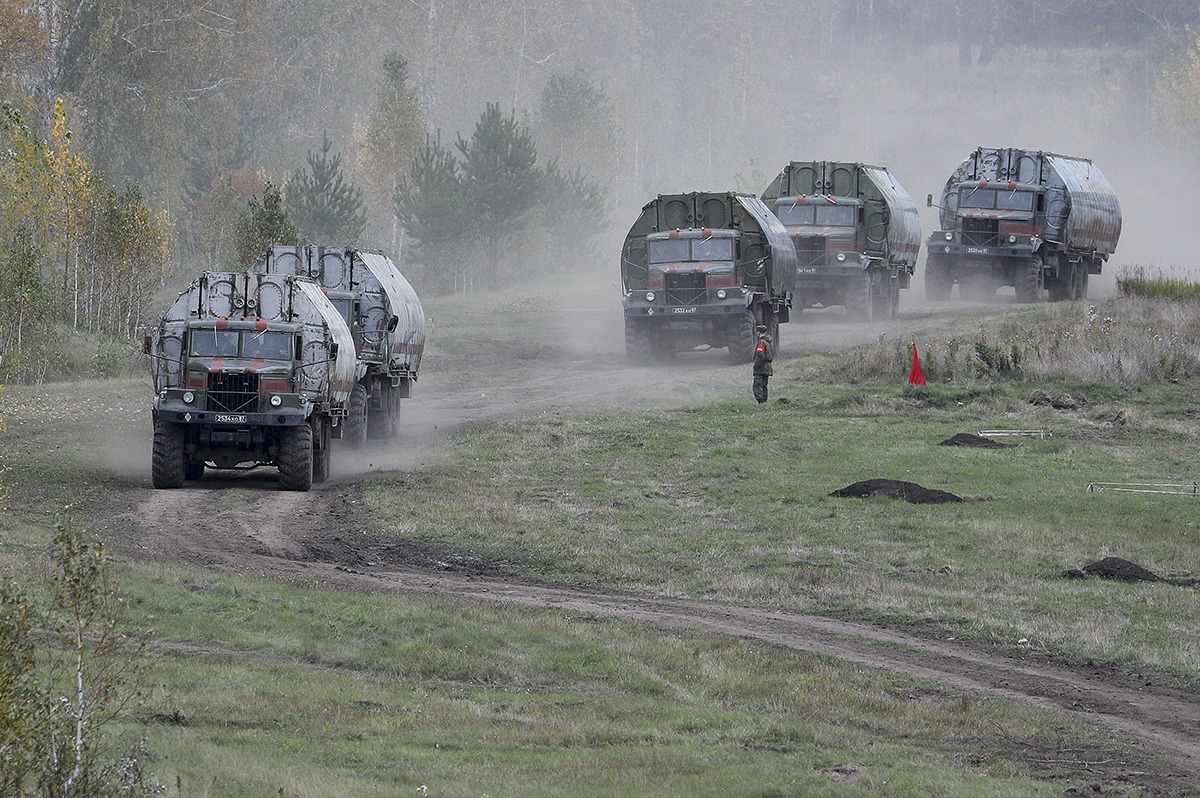
Колонна на подходе к водной преграде.
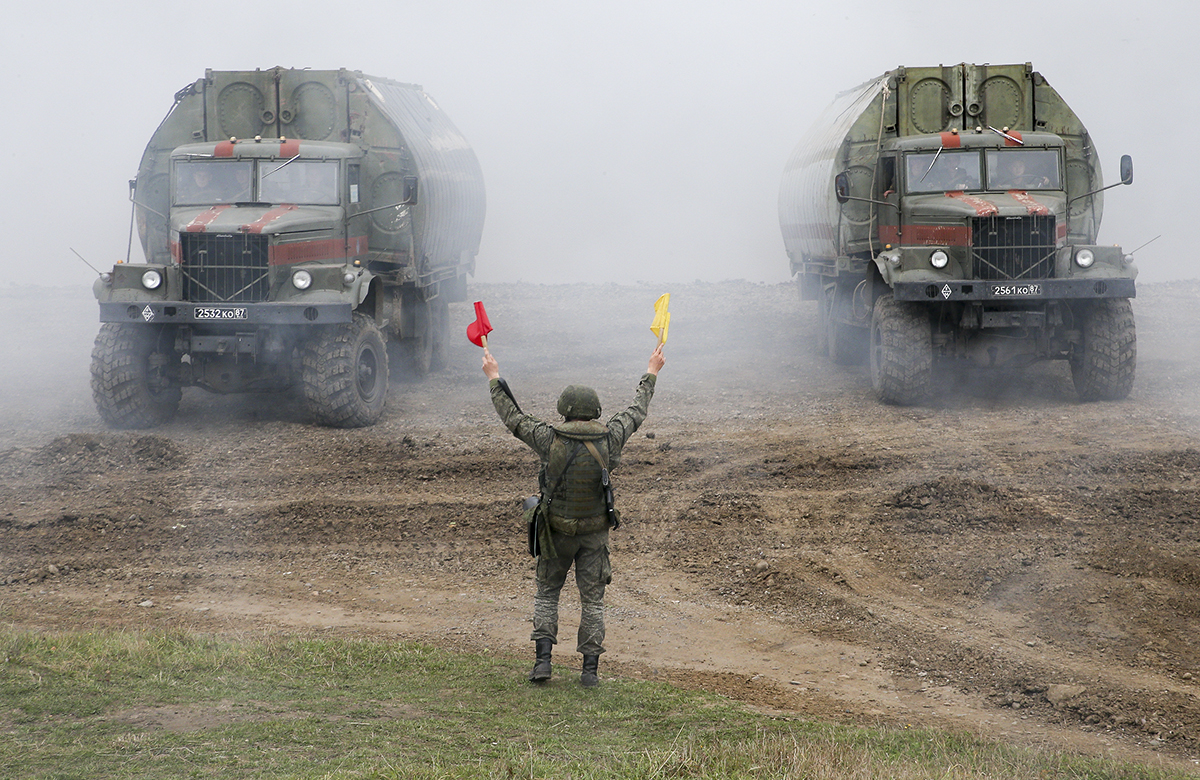
Подготовка к сбросу речных звеньев.
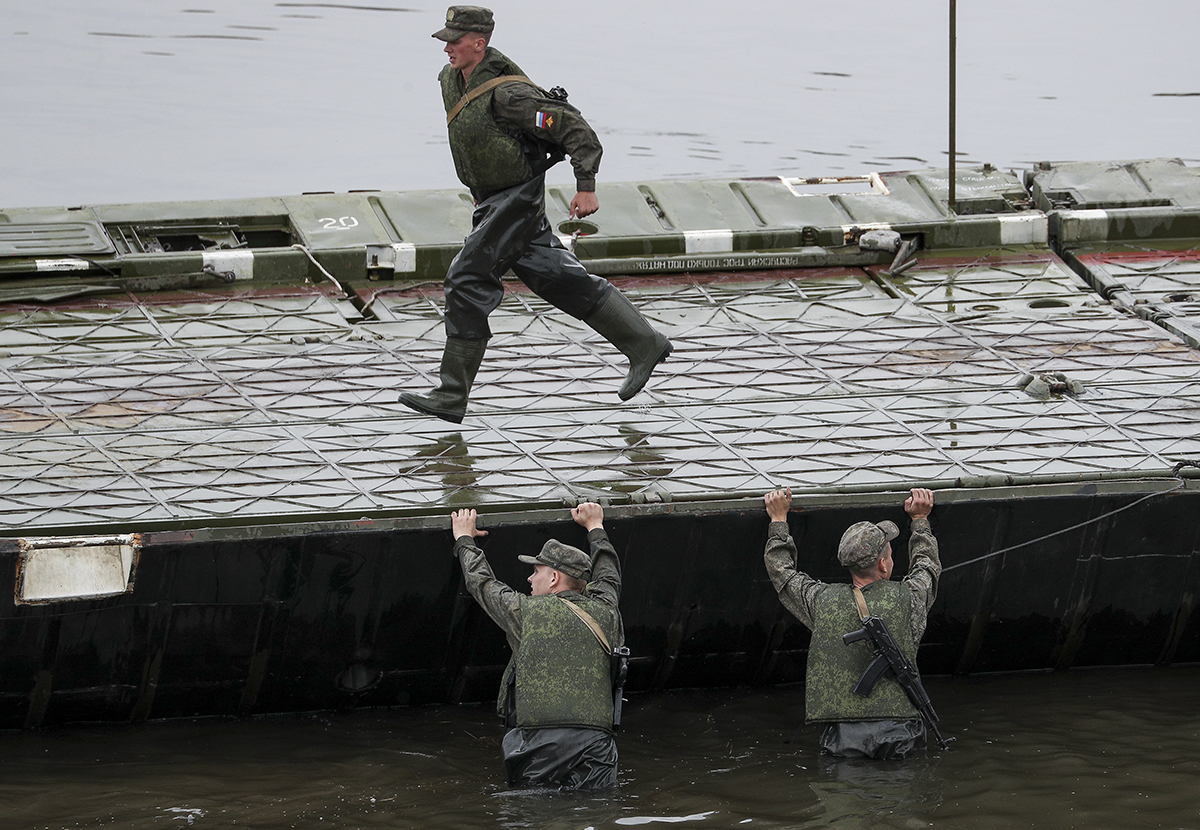
Речные звенья ПМП.

## Техническое описание
Понтонный парк представляет собой комплект имущества для наведения наплавных мостов через водные преграды или сборки паромной переправы, в зависимости от задачи.
Наплавной мост состоит из береговых и речных звеньев. При сбросе на воду речное звено автоматически раскрывается и готово к стыковке с другими звеньями. Звено состоит из двух частей:
- верхняя часть служит проезжей частью для гражданских и военных транспортных средств;
- нижняя часть — понтон удерживает звено на плаву.

Понтоны соединены между собой шарнирно петлями. Соединение звеньев в линию моста производится с помощью нижних стыковых устройств.

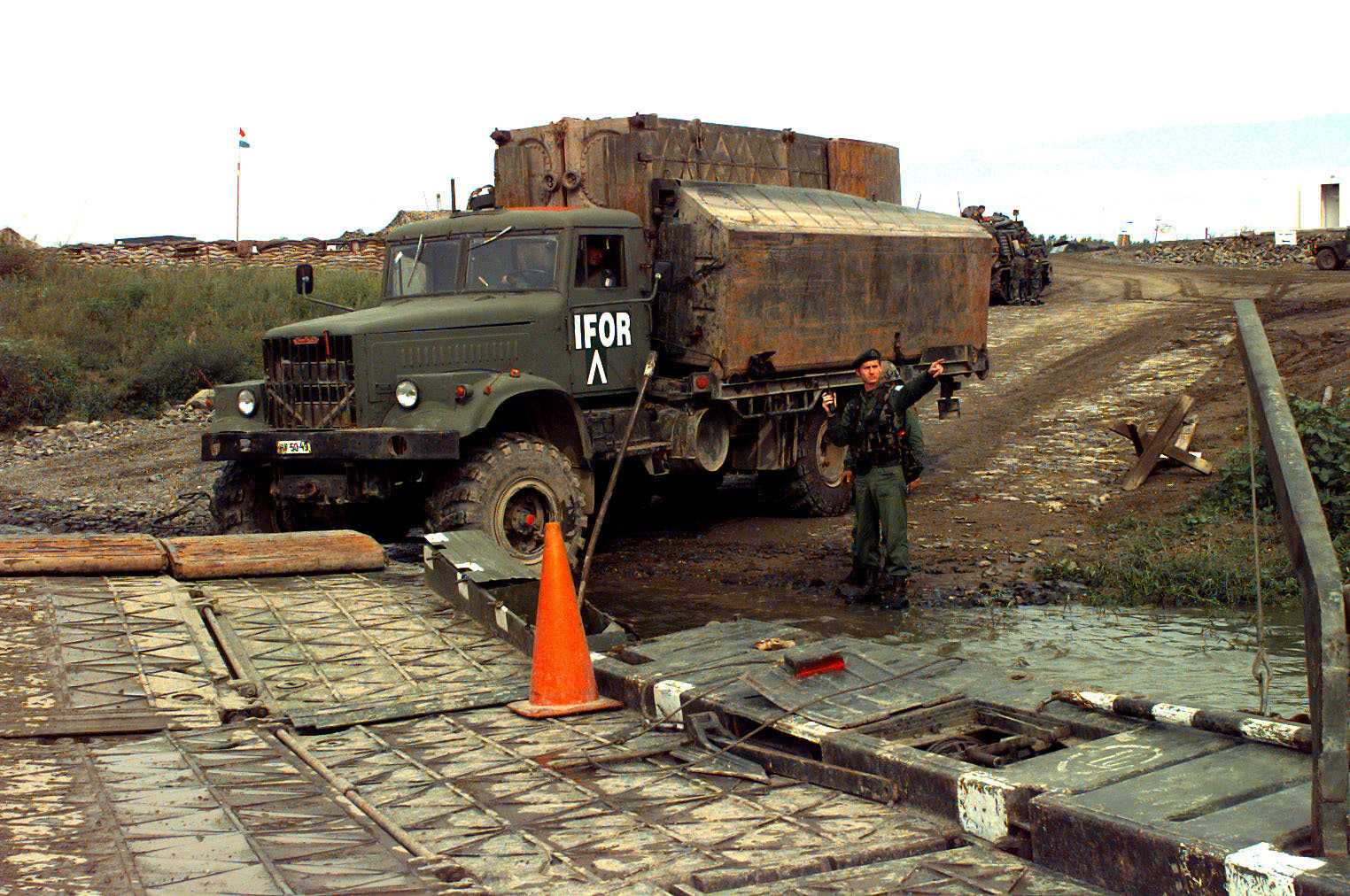
Береговое звено в сложенном виде (состоит из двух средних и двух крайних понтонов, соединенных шарнирными соединениями) из комплекта ПМП на базовом шасси КрАЗ-255, Венгерские ВС, 1996 год.
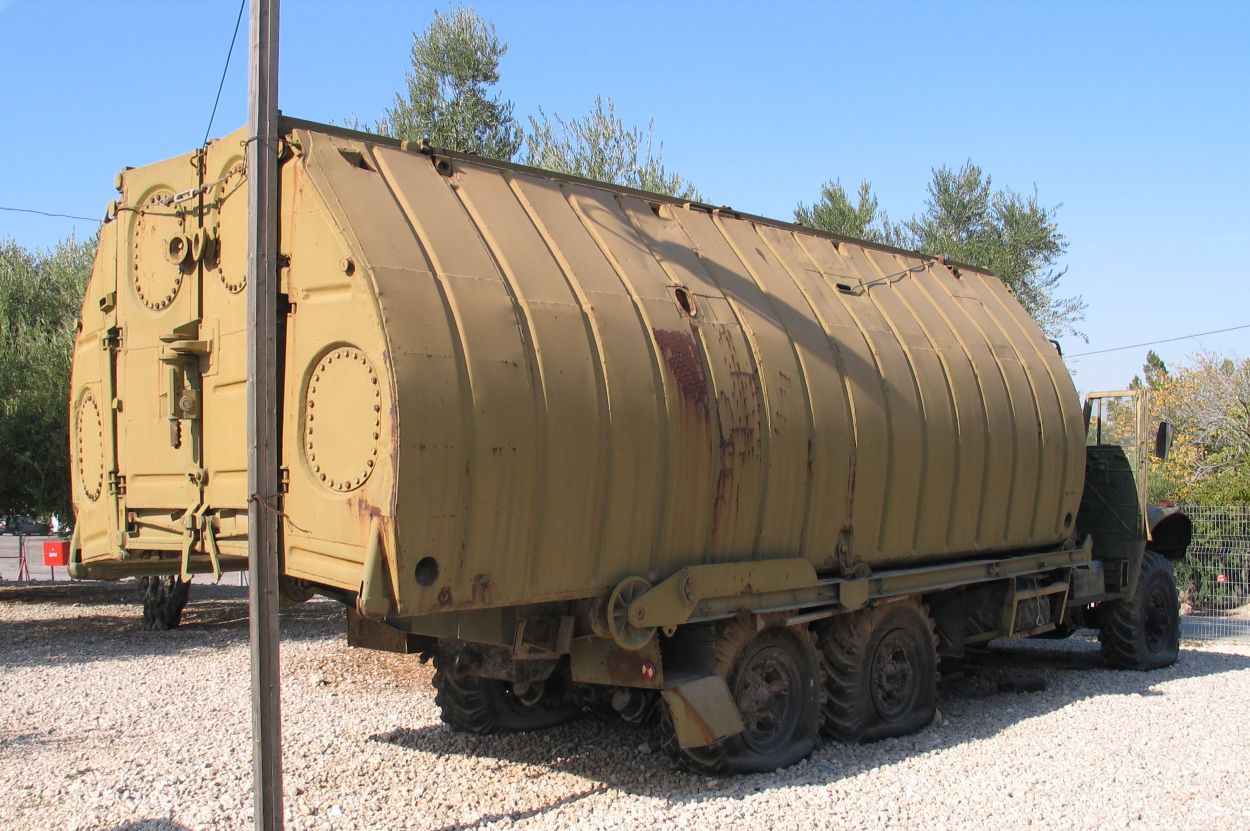
Речное звено в сложенном виде из комплекта ПМП на базовом шасси КрАЗ-214Б, захваченное у арабов, в Музее бронетанковых войск, Израиль.
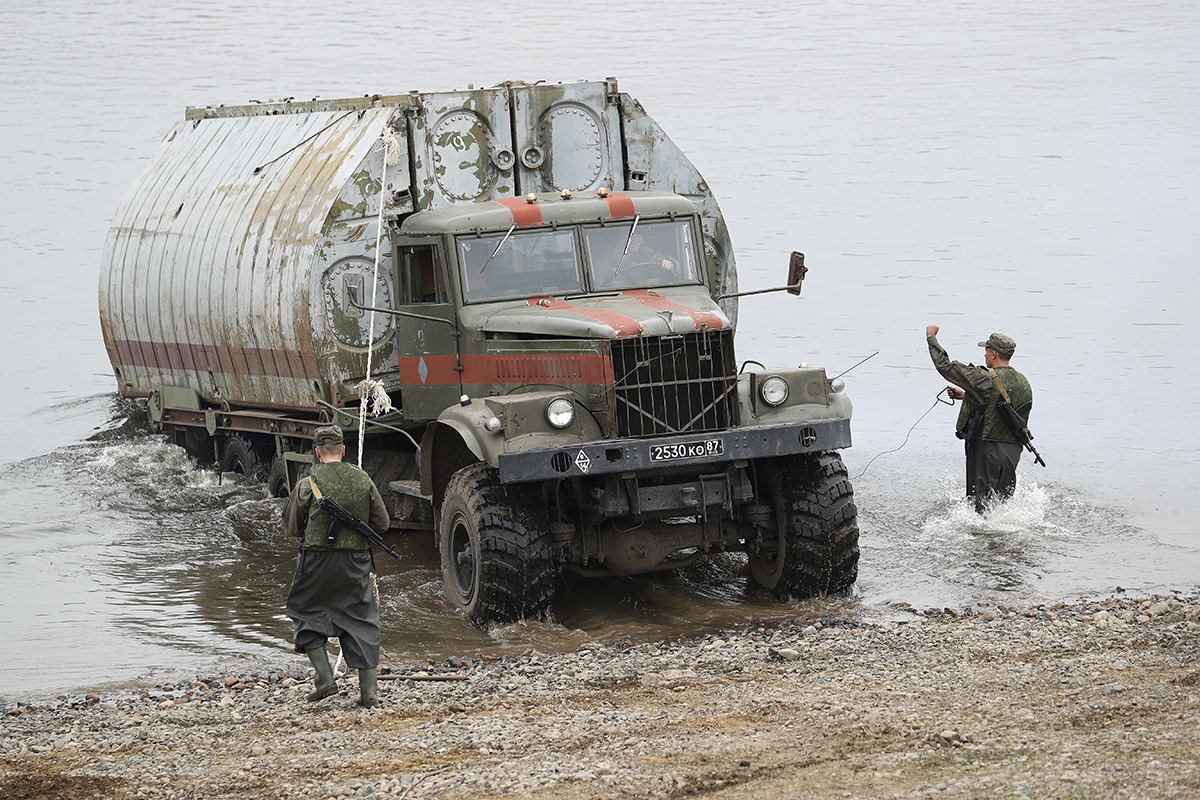
Речное звено в сложенном виде (состоит из двух средних и двух крайних понтонов, соединенных шарнирными соединениями) из комплекта ПМП на базовом шасси КрАЗ-255Б.
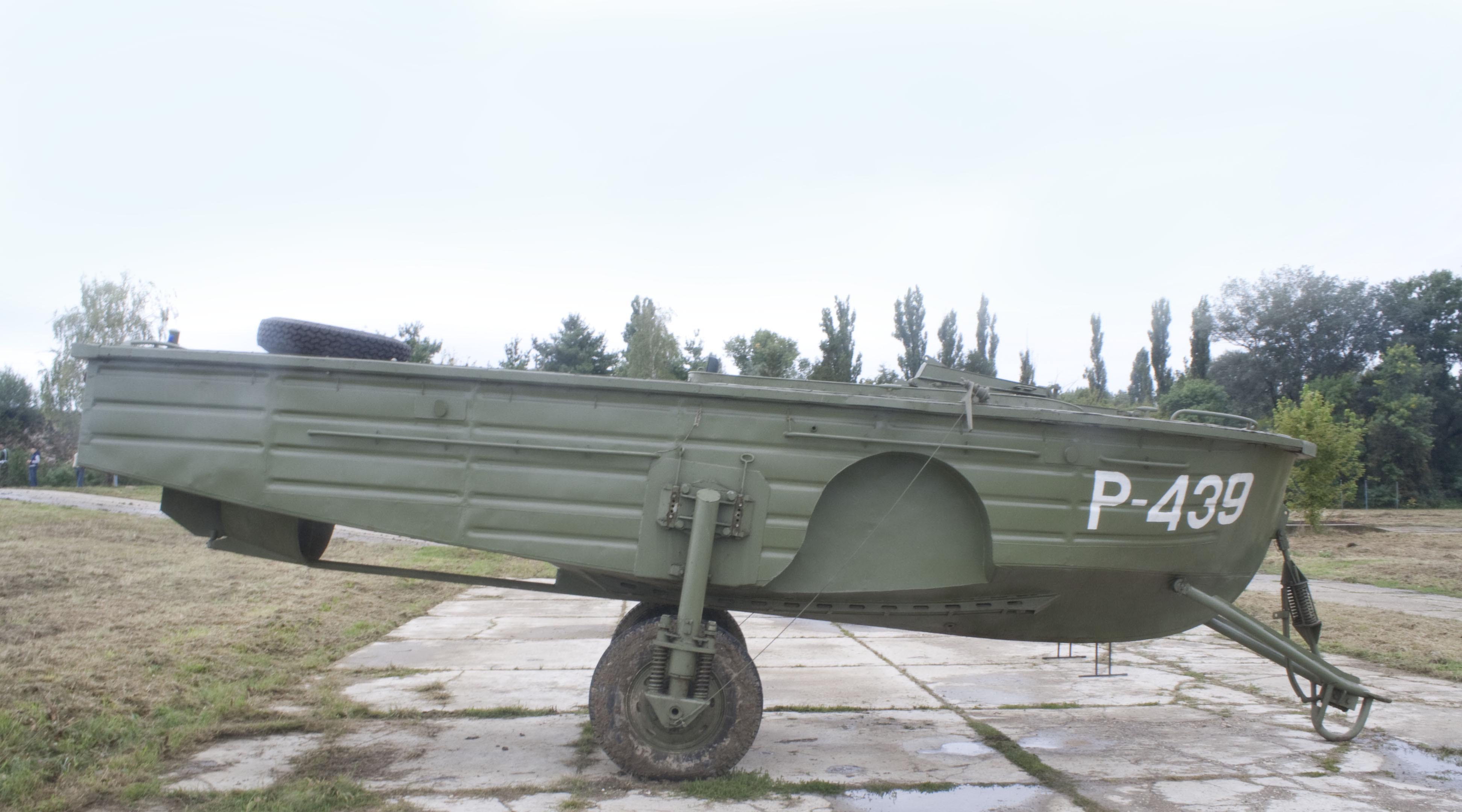
БМК-130 из комплекта ПМП.

## Применение
ПМП можно использовать в качестве:
- наплавного моста-ленты и перевозных паромов грузоподъёмностью от 20 до 170 тонн;
- плавучих причалов (плавпричалы) и плавучих площадок (плавплощадки) различных размеров и конфигураций из понтонов-модулей для размещения различных механизмов и оборудования, любой грузоподъемности;
- посадочные площадки для вертолетов и ВПП для самолётов ВВП, практически неограниченной длины и ширины;
- мини-кораблей мобильного москитного ВМФ — боевые, десантные, транспортные, заградители-разградители, тральщики, рейдовые транспортеры, плавучие РЛС и др.

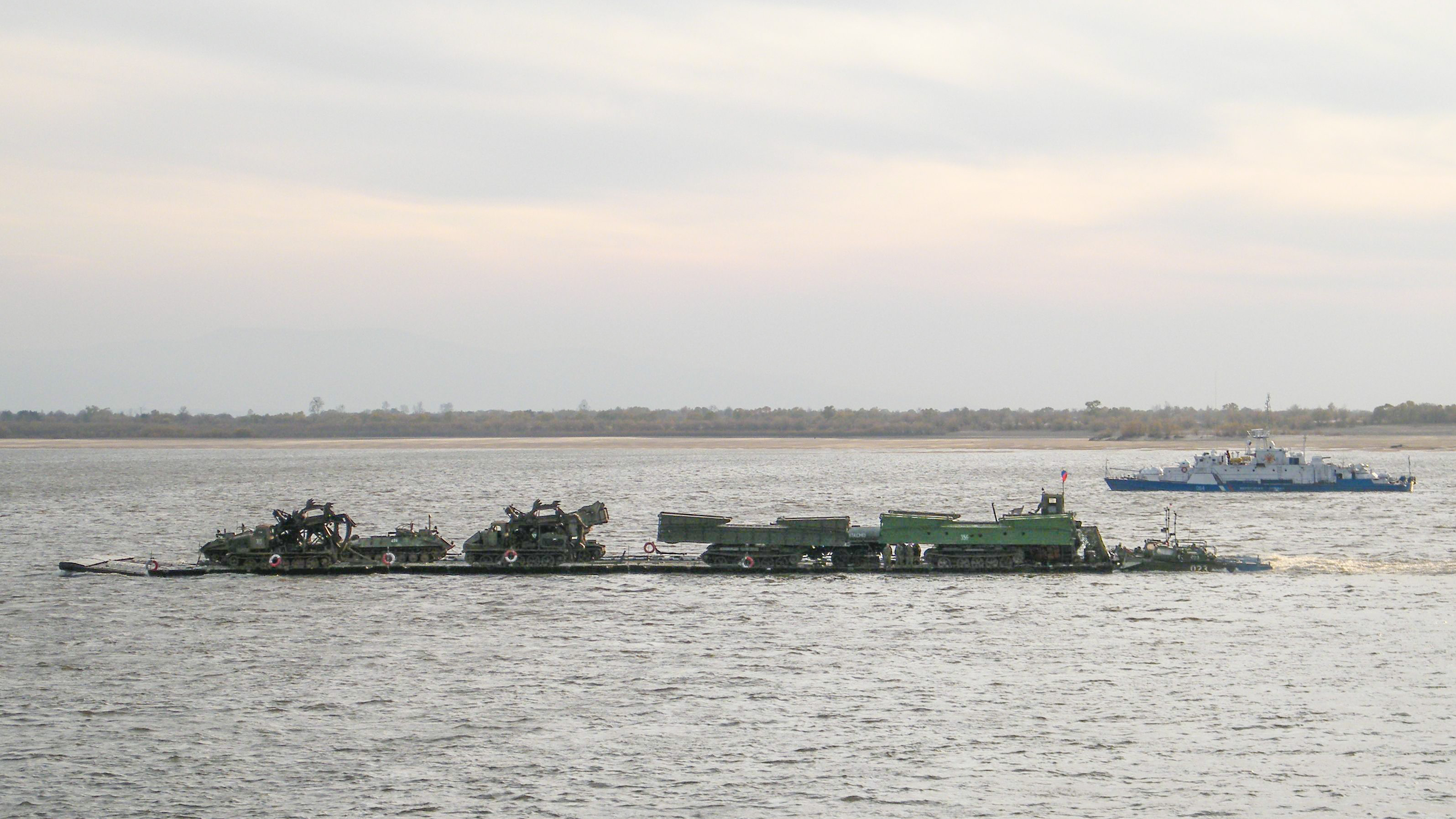
Транспортировка военной техники на пароме, собранном из комплекта ПМП.
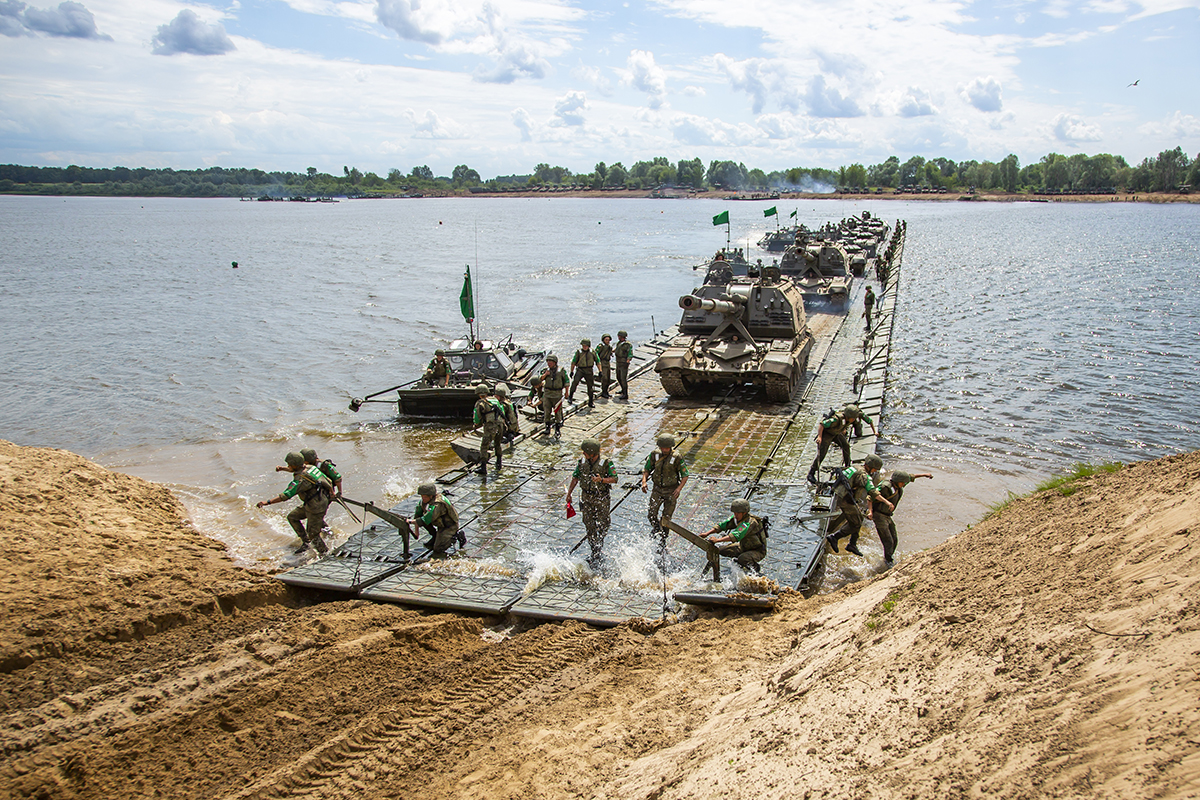
Две САУ 2С19 и три танка Т-72 переправляются через Оку возле г. Муром на пароме в конкурсе «Открытая вода» IV Армейских международных игр.
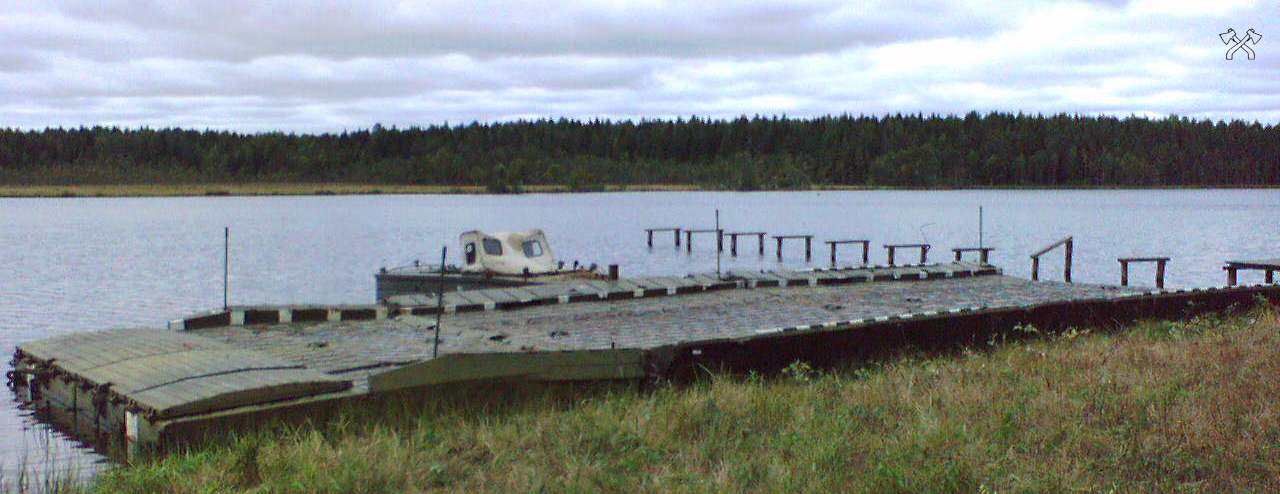
Паром под грузы массой до 50 тонн.

### Характеристика наплавных мостов
Наплавной мост грузоподъёмностью 20 тонн:
- ширина проезжей части: 3,29 м;
- предельная длина моста: 382 м.

Наплавной мост грузоподъёмностью 60 тонн:
- ширина проезжей части: 6,5 м;
- предельная длина моста: 227 м;
- Характеристики понтонных мостов:
- время наводки моста в дневное время суток: 50 мин.

### Характеристика паромов
Паром грузоподъёмностью 40 тонн:

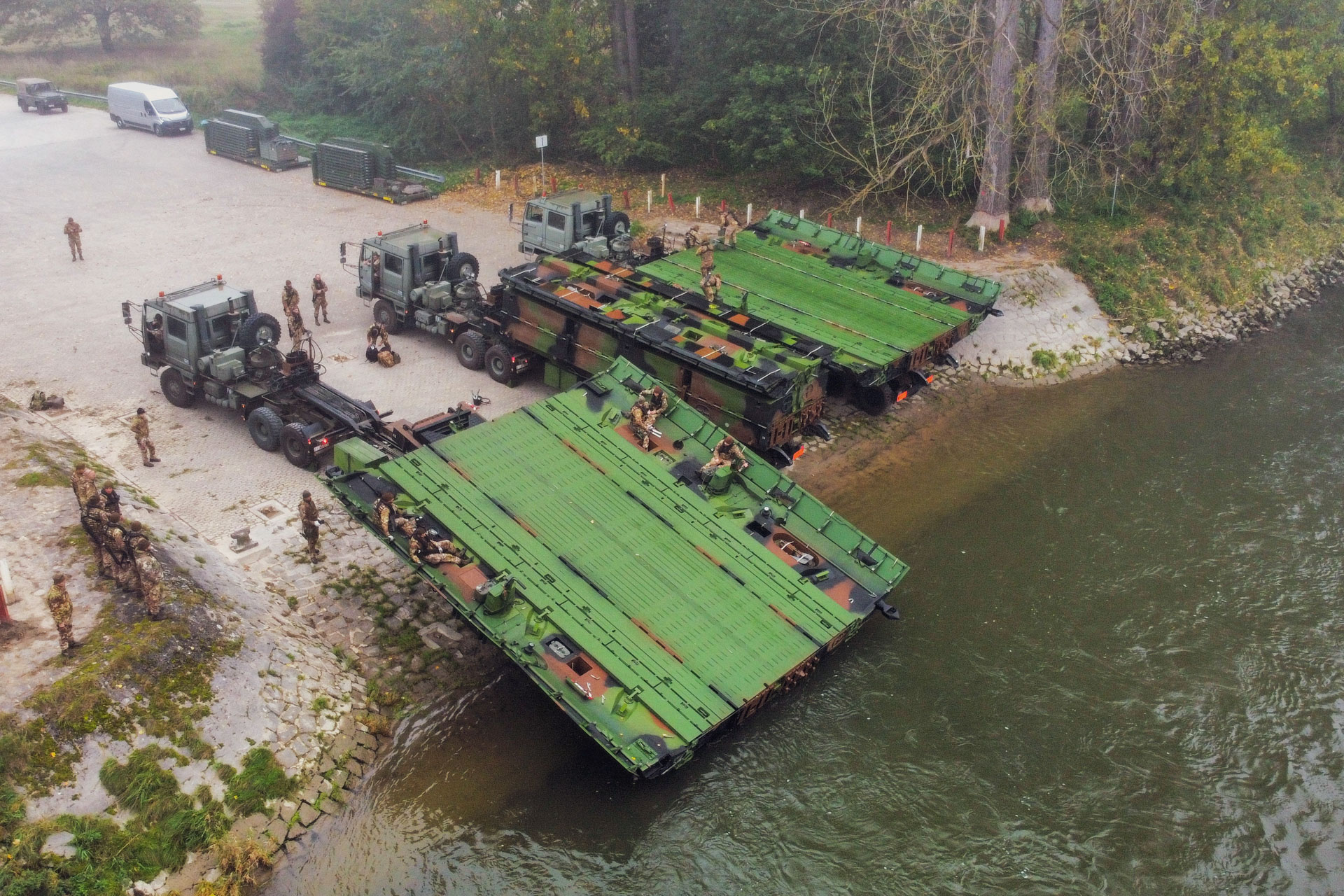
2-й понтонно-мостовой полк СВ Италии разворачивает звенья понтонно-мостового парка PFM на Дунае, октябрь 2022.

- количество паромов, собираемых из парка: 16;
- количество звеньев на один паром: 2 речных;
- длина парома: 13,5 м.

Паром грузоподъёмностью 60 тонн:
- количество паромов, собираемых из парка: 10;
- количество звеньев на один паром: 3 речных;
- длина парома: 20,25 м.

Паром грузоподъёмностью 80 тонн:
- количество паромов, собираемых из парка: 8;
- количество звеньев на один паром: 4 речных;
- длина парома: 27 м.

Паром грузоподъёмностью 110 тонн:
- количество паромов, собираемых из парка: 4;
- количество звеньев на один паром: 5 речных и 1 береговое;
- длина парома: 39,25 м.

Паром грузоподъёмностью 150 тонн:
- количество паромов, собираемых из парка: 4;
- количество звеньев на один паром: 7 речных и 1 береговое;
- длина парома: 52,75 м.